# Eneco Tour 2015
La 11.ª edición del Eneco Tour se disputó entre el 10 y el 16 de agosto de 2015. Se inició en Bolsward (Países Bajos) y finalizó en Geraardsbergen (Bélgica), contando con un recorrido de 1.120,7 kilómetros distribuidos en 7 etapas.
Las 3 primeras (2 íntegramente en Países Bajos y la siguiente íntegramente en Bélgica) fueron llanas y apropiadas para los sprinters. La 4.ª etapa fue una corta contrarreloj de 14 kilómetros en Hoogerheide (Países Bajos). Las 3 etapas finales transcurrieron por terrenos rompepiernas, especialmente las 2 últimas -la última de ellas con final en alto-, por lo que fueron decisivas de cara a la clasificación final.
La carrera formó parte del UCI WorldTour 2015.
El ganador final fue, por segundo año consecutivo, Tim Wellens tras hacerse, de nuevo, con la 6.ª etapa consiguiendo una ventaja suficiente como para alzarse con la victoria. Le acompañaron en el podio Greg Van Avermaet y Wilco Kelderman.
En las clasificaciones secundarias se impusieron André Greipel (puntos), Lotto Soudal (equipos) y Gijs Van Hoecke (combatividad).

## Equipos participantes
Tomaron parte en la carrera 20 equipos: los 17 de categoría UCI ProTeam (al ser obligada su participación); más 3 de categoría Profesional Continental mediante invitación de la organización (Roompot Oranje Peloton, Topsport Vlaanderen-Baloise y Wanty-Groupe Gobert). Formando así un pelotón de 160 ciclistas, con 8 corredores cada equipo, de los que acabaron 109. Los equipos participantes fueron:
| Equipo                      | Cód. UCI | Categoría               | Jefe de filas (corredor asignado con el n.º 1) |
| --------------------------- | -------- | ----------------------- | ---------------------------------------------- |
| Lotto-Soudal                | LTS      | UCI ProTeam             | Tim Wellens                                    |
| Etixx-Quick Step            | EQS      | UCI ProTeam             | Tom Boonen                                     |
| BMC Racing Team             | BMC      | UCI ProTeam             | Philippe Gilbert                               |
| Tinkoff-Saxo                | TCS      | UCI ProTeam             | Michael Rogers                                 |
| Trek Factory Racing         | TFR      | UCI ProTeam             | Fabian Cancellara                              |
| Team Sky                    | SKY      | UCI ProTeam             | Ian Stannard                                   |
| Astana Pro Team             | AST      | UCI ProTeam             | Lars Boom                                      |
| Team Lotto NL-Jumbo         | TLJ      | UCI ProTeam             | Wilco Kelderman                                |
| Team Katusha                | KAT      | UCI ProTeam             | Simon Špilak                                   |
| Lampre-Merida               | LAM      | UCI ProTeam             | Sacha Modolo                                   |
| Orica GreenEDGE             | OGE      | UCI ProTeam             | Svein Tuft                                     |
| Team Cannondale-Garmin      | TCG      | UCI ProTeam             | Sebastian Langeveld                            |
| IAM Cycling                 | IAM      | UCI ProTeam             | Sylvain Chavanel                               |
| Team Giant-Alpecin          | TGA      | UCI ProTeam             | Simon Geschke                                  |
| FDJ                         | FDJ      | UCI ProTeam             | Arnaud Démare                                  |
| Movistar Team               | MOV      | UCI ProTeam             | José Joaquín Rojas                             |
| Ag2r La Mondiale            | ALM      | UCI ProTeam             | Jan Bakelants                                  |
| Team Giant-Alpecin          | TGA      | UCI ProTeam             | Simon Geschke                                  |
| Topsport Vlaanderen-Baloise | TSV      | Profesional Continental | Preben Van Hecke                               |
| Roompot Oranje Peloton      | ROP      | Profesional Continental | Johnny Hoogerland                              |
| Wanty-Groupe Gobert         | WGG      | Profesional Continental | Björn Leukemans                                |

## Etapas

### 1.ª etapa. 10 de agosto:Bolsward-Bolsward, 183,5 km
| Puesto | Corredor            | Equipo              | Tiempo     |
| ------ | ------------------- | ------------------- | ---------- |
| 1      | Elia Viviani        | Sky                 | 4h 06' 18" |
| 2      | Danny van Poppel    | Trek Factory Racing | m.t.       |
| 3      | Jean-Pierre Drucker | BMC Racing          | m.t.       |
| 4      | André Greipel       | Lotto-Soudal        | m.t.       |
| 5      | Jonas Van Genechten | IAM                 | m.t.       |

| 6  | Andrea Guardini    | Astana                 | m.t. |
| 7  | Magnus Cort        | Orica-GreenEDGE        | m.t. |
| 8  | Moreno Hofland     | LottoNL-Jumbo          | m.t. |
| 9  | José Joaquín Rojas | Movistar               | m.t. |
| 10 | Dylan Groenewegen  | Roompot Oranje Peloton | m.t. |

| Puesto | Corredor          | Equipo                 | Tiempo     |
| ------ | ----------------- | ---------------------- | ---------- |
| 1      | Elia Viviani      | Sky                    | 4h 06' 08" |
| 2      | Danny van Poppel  | Trek Factory Racing    | +4"        |
| 3      | Jesper Asselman   | Roompot Oranje Peloton | +4"        |
| 4      | Laurens De Vreese | Astana                 | +5"        |
| 5      | Nico Denz         | Ag2r La Mondiale       | +5"        |

| 6  | Jean-Pierre Drucker | BMC Racing        | +6"  |
| 7  | Nathan Haas         | Cannondale-Garmin | +8"  |
| 8  | André Greipel       | Lotto-Soudal      | +10" |
| 9  | Jonas Van Genechten | IAM               | +10" |
| 10 | Andrea Guardini     | Astana            | +10" |

### 2.ª etapa. 11 de agosto:Breda-Breda, 180 km
| Puesto | Corredor            | Equipo              | Tiempo     |
| ------ | ------------------- | ------------------- | ---------- |
| 1      | André Greipel       | Lotto-Soudal        | 4h 12' 52" |
| 2      | Jacopo Guarnieri    | Katusha             | m.t.       |
| 3      | Tom Boonen          | Etixx-Quick Step    | m.t.       |
| 4      | Jean-Pierre Drucker | BMC Racing          | m.t.       |
| 5      | Danny van Poppel    | Trek Factory Racing | m.t.       |

| 6  | Arnaud Démare        | FDJ                 | m.t. |
| 7  | Viacheslav Kuznetsov | Katusha             | m.t. |
| 8  | Roy Jans             | Wanty-Groupe Gobert | m.t. |
| 9  | Sébastien Turgot     | Ag2r La Mondiale    | m.t. |
| 10 | Sacha Modolo         | Lampre-Merida       | m.t. |

| Puesto | Corredor         | Equipo                 | Tiempo  |
| ------ | ---------------- | ---------------------- | ------- |
| 1      | Jesper Asselman  | Roompot Oranje Peloton | 8:18:55 |
| 2      | André Greipel    | Lotto-Soudal           | +5"     |
| 3      | Elia Viviani     | Sky                    | +5"     |
| 4      | Danny van Poppel | Trek Factory Racing    | +9"     |
| 5      | Jacopo Guarnieri | Katusha                | +9"     |

| 6  | Gijs Van Hoecke     | Topsport Vlaanderen-Baloise | +9"  |
| 7  | Laurens De Vreese   | Astana                      | +10" |
| 8  | Nico Denz           | Ag2r La Mondiale            | +10" |
| 9  | Jean-Pierre Drucker | BMC Racing                  | +11" |
| 10 | Tom Boonen          | Etixx-Quick Step            | +11" |

### 3.ª etapa. 12 de agosto:Beveren-Ardooie, 171,9 km
| Puesto | Corredor          | Equipo                 | Tiempo     |
| ------ | ----------------- | ---------------------- | ---------- |
| 1      | Tom Boonen        | Etixx-Quick Step       | 3h 54' 25" |
| 2      | Arnaud Démare     | FDJ                    | m.t.       |
| 3      | Elia Viviani      | Sky                    | m.t.       |
| 4      | Andrea Guardini   | Astana                 | m.t.       |
| 5      | Dylan Groenewegen | Roompot Oranje Peloton | m.t.       |

| 6  | André Greipel    | Lotto-Soudal        | m.t. |
| 7  | Rüdiger Selig    | Katusha             | m-t- |
| 8  | Sacha Modolo     | Lampre-Merida       | m.t. |
| 9  | Danny van Poppel | Trek Factory Racing | m.t. |
| 10 | Roy Jans         | Wanty-Groupe Gobert | m.t. |

| Puesto | Corredor        | Equipo                      | Tiempo   |
| ------ | --------------- | --------------------------- | -------- |
| 1      | Jesper Asselman | Roompot Oranje Peloton      | 12:13:20 |
| 2      | Tom Boonen      | Etixx-Quick Step            | +1"      |
| 3      | Elia Viviani    | Sky                         | +1"      |
| 4      | André Greipel   | Lotto-Soudal                | +5"      |
| 5      | Edward Theuns   | Topsport Vlaanderen-Baloise | +6"      |

| 6  | Danny van Poppel   | Trek Factory Racing         | +9" |
| 7  | Arnaud Démare      | FDJ                         | +9" |
| 8  | Jacopo Guarnieri   | Katusha                     | +9" |
| 9  | Gijs Van Hoecke    | Topsport Vlaanderen-Baloise | +9" |
| 10 | Frederik Veuchelen | Wanty-Groupe Gobert         | +9" |

### 4.ª etapa. 13 de agosto:Hoogerheide-Hoogerheide, 13,9 km (CRI)
| Puesto | Corredor         | Equipo         | Tiempo |
| ------ | ---------------- | -------------- | ------ |
| 1      | Jos van Emden    | Lotto NL-Jumbo | 16:34  |
| 2      | Wilco Kelderman  | Lotto NL-Jumbo | +5"    |
| 3      | Adriano Malori   | Movistar       | +7"    |
| 4      | Lars Boom        | Astana         | +7"    |
| 5      | Matthias Brändle | IAM            | +11"   |

| 6  | Greg Van Avermaet | BMC Racing Team | +14" |
| 7  | Manuel Quinziato  | BMC Racing Team | +16" |
| 8  | Philippe Gilbert  | BMC Racing Team | +20" |
| 9  | Michael Hepburn   | Orica GreenEDGE | +21" |
| 10 | Michael Rogers    | Tinkoff-Saxo    | +21" |

| Puesto | Corredor         | Equipo         | Tiempo   |
| ------ | ---------------- | -------------- | -------- |
| 1      | Jos van Emden    | Lotto NL-Jumbo | 12:30:09 |
| 2      | Wilco Kelderman  | Lotto NL-Jumbo | +5"      |
| 3      | Adriano Malori   | Movistar       | +7"      |
| 4      | Lars Boom        | Astana         | +7"      |
| 5      | Matthias Brändle | IAM            | +11"     |

| 6  | Greg Van Avermaet | BMC Racing      | +14" |
| 7  | Manuel Quinziato  | BMC Racing      | +16" |
| 8  | Philippe Gilbert  | BMC Racing      | +18" |
| 9  | Michael Hepburn   | Orica GreenEDGE | +21" |
| 10 | Michael Rogers    | Tinkoff-Saxo    | +21" |

### 5.ª etapa. 14 de agosto:Riemst-Sittard-Geleen, 179,6 km
| Puesto | Corredor         | Equipo            | Tiempo     |
| ------ | ---------------- | ----------------- | ---------- |
| 1      | Johan Le Bon     | FDJ               | 4h 13' 50" |
| 2      | Dylan van Baarle | Cannondale-Garmin | m.t.       |
| 3      | Magnus Cort      | Orica-GreenEDGE   | +9"        |
| 4      | Tim Wellens      | Lotto-Soudal      | +9"        |
| 5      | Wilco Kelderman  | LottoNL-Jumbo     | +9"        |

| 6  | André Greipel    | Lotto-Soudal  | +11" |
| 7  | Georg Preidler   | Giant-Alpecin | +15" |
| 8  | Tiesj Benoot     | Lotto-Soudal  | +27" |
| 9  | Philippe Gilbert | BMC Racing    | +27" |
| 10 | Lars Boom        | Astana        | +27" |

| Puesto | Corredor         | Equipo            | Tiempo     |
| ------ | ---------------- | ----------------- | ---------- |
| 1      | Wilco Kelderman  | LottoNL-Jumbo     | 16h 44'13" |
| 2      | Dylan van Baarle | Cannondale-Garmin | +1"        |
| 3      | Johan Le Bon     | FDJ               | +8"        |
| 4      | Jos van Emden    | LottoNL-Jumbo     | +13"       |
| 5      | Tim Wellens      | Lotto-Soudal      | +19"       |

| 6  | Lars Boom         | Astana       | +20" |
| 7  | Greg Van Avermaet | BMC Racing   | +26" |
| 8  | Manuel Quinziato  | BMC Racing   | +29" |
| 9  | Philippe Gilbert  | BMC Racing   | +29" |
| 10 | Michael Rogers    | Tinkoff-Saxo | +34" |

### 6.ª etapa. 15 de agosto:Heerlen-Houffalize, 198 km
| Puesto | Corredor          | Equipo            | Tiempo     |
| ------ | ----------------- | ----------------- | ---------- |
| 1      | Tim Wellens       | Lotto-Soudal      | 5h 28' 46" |
| 2      | Greg Van Avermaet | BMC Racing        | +49"       |
| 3      | Simon Geschke     | Giant-Alpecin     | +51"       |
| 4      | Jan Bakelants     | Ag2r La Mondiale  | +1'03"     |
| 5      | Tom-Jelte Slagter | Cannondale-Garmin | +1'07"     |

| 6  | Philippe Gilbert | BMC Racing          | +1'13" |
| 7  | Tiesj Benoot     | Lotto-Soudal        | +1'13" |
| 8  | Fabio Felline    | Trek Factory Racing | +1'13" |
| 9  | Andriy Grivko    | Astana              | +1'13" |
| 10 | Wilco Kelderman  | LottoNL-Jumbo       | +1'17" |

| Puesto | Corredor          | Equipo              | Tiempo      |
| ------ | ----------------- | ------------------- | ----------- |
| 1      | Tim Wellens       | Lotto-Soudal        | 22h 12' 59" |
| 2      | Greg Van Avermaet | BMC Racing          | +1'03"      |
| 3      | Wilco Kelderman   | LottoNL-Jumbo       | +1'17"      |
| 4      | Philippe Gilbert  | BMC Racing          | +1'40"      |
| 5      | Fabio Felline     | Trek Factory Racing | +1'48"      |

| 6  | Michael Rogers          | Tinkoff-Saxo     | +1'51  |
| 7  | Andriy Grivko           | Astana           | +1'54" |
| 8  | Christopher Juul-Jensen | Tinkoff-Saxo     | +2'05" |
| 9  | Tiesj Benoot            | Lotto-Soudal     | +2'13" |
| 10 | Jan Bakelants           | Ag2r La Mondiale | +2'13" |

### 7.ª etapa. 16 de agosto:Sint-Pieters-Leeuw-Geraardsbergen, 193,8 km
| Puesto | Corredor           | Equipo              | Tiempo     |
| ------ | ------------------ | ------------------- | ---------- |
| 1      | Manuel Quinziato   | BMC Racing          | 4h 18' 18" |
| 2      | Björn Leukemans    | Wanty-Groupe Gobert | +3"        |
| 3      | Yves Lampaert      | Etixx-Quick Step    | +8"        |
| 4      | Greg Van Avermaet  | BMC Racing          | +38"       |
| 5      | Julian Alaphilippe | Etixx-Quick Step    | +38"       |

| 6  | Tiesj Benoot     | Lotto-Soudal     | +40" |
| 7  | Filippo Pozzato  | Lampre-Merida    | +40" |
| 8  | Jan Bakelants    | Ag2r La Mondiale | +42" |
| 9  | Philippe Gilbert | BMC Racing       | +42" |
| 10 | Magnus Cort      | Orica GreenEDGE  | +42" |

| Puesto | Corredor          | Equipo              | Tiempo      |
| ------ | ----------------- | ------------------- | ----------- |
| 1      | Tim Wellens       | Lotto-Soudal        | 26h 31' 59" |
| 2      | Greg Van Avermaet | BMC Racing Team     | +59"        |
| 3      | Wilco Kelderman   | LottoNL-Jumbo       | +1'17"      |
| 4      | Philippe Gilbert  | BMC Racing          | +1'40"      |
| 5      | Fabio Felline     | Trek Factory Racing | +1'48"      |

| 6  | Andriy Grivko           | Astana           | +1'54" |
| 7  | Michael Rogers          | Tinkoff-Saxo     | +2'02" |
| 8  | Tiesj Benoot            | Lotto-Soudal     | +2'11" |
| 9  | Christopher Juul-Jensen | Tinkoff-Saxo     | +2'11" |
| 10 | Julian Alaphilippe      | Etixx-Quick Step | +2'11" |

## Desarrollo general
Cómo era de esperar por el perfil de la carrera, las 3 primeras etapas se decidieron al esprint con victorias para Elia Viviani, André Greipel y Tom Boonen. En la 2.ª etapa el neerlandés Jesper Asselman se puso de líder gracias a las bonificaciones conseguidas durante su escapada con el belga Gijs Van Hoecke (ganador final del premio a la combatividad), pero no pudieron llevarse la victoria de etapa al ser capturados por el pelotón a falta de 15 kilómetros para meta.
La cuarta etapa, una contrarreloj individual de 14 km, cambió la clasificación general dando el liderato al neerlandés Jos van Emden, vendedor de la etapa por delante de su compañero de equipo Wilco Kelderman y que se situó 2.º en la general.
En la 5.ª etapa, con victoria agónica del francés Johan Le Bon, que llegó escapado junto a Dylan van Baarle, otros 5 corredores lograron llegar con una escasa ventaja respecto al pelotón principal dónde se encontraba el líder Jos van Emden. Entre esos 5 corredores se encontraban su compañero de equipo Wilco Kelderman, que pasó a ser el nuevo líder de la carrera, y el belga Tim Wellens, a la postre vencedor final de la carrera.
La 6.ª etapa fue clave para el resultado final, ya que bajo una intensa lluvia Tim Wellens se escapó faltando 23 kilómetros para meta y consiguió una valiosa ventaja que le situó como primero de la general. Greg Van Avermaet intento darle caza en la persecución pero le fue imposible aunque consiguió el 2.º lugar de la etapa y situarse también en el 2.º puesto de la general.
En la 7.ª y última etapa, Tim Wellens mantuvo el liderato obteniendo la victoria final de la Eneco Tour. La etapa se decidió entre 3 corredores fugados, siendo la victoria para el italiano Manuel Quinziato.

## Clasificaciones finales

### Clasificación general
| Posición | Ciclista                | Equipo              | Tiempo      |
| -------- | ----------------------- | ------------------- | ----------- |
|          | Tim Wellens             | Lotto Soudal        | 26h 31' 59" |
| 2        | Greg Van Avermaet       | BMC Racing          | +59"        |
| 3        | Wilco Kelderman         | LottoNL-Jumbo       | +1'17"      |
| 4        | Philippe Gilbert        | BMC Racing          | +1'40"      |
| 5        | Fabio Felline           | Trek Factory Racing | +1'48"      |
| 6        | Andriy Grivko           | Astana              | +1'54"      |
| 7        | Michael Rogers          | Tinkoff-Saxo        | +2'02"      |
| 8        | Tiesj Benoot            | Lotto Soudal        | +2'11"      |
| 9        | Christopher Juul-Jensen | Tinkoff-Saxo        | +2'11"      |
| 10       | Julian Alaphilippe      | Etixx-Quick Step    | +2'11"      |

### Clasificación por puntos
| Posición | Ciclista          | Equipo           | Puntos |
| -------- | ----------------- | ---------------- | ------ |
|          | André Greipel     | Lotto Soudal     | 79     |
| 2.º      | Greg Van Avermaet | BMC Racing       | 59     |
| 3.º      | Tom Boonen        | Etixx-Quick Step | 52     |
| 4.º      | Wilco Kelderman   | Lotto NL-Jumbo   | 52     |
| 5.º      | Tim Wellens       | Lotto Soudal     | 49     |

### Clasificación por equipos
| Posición | Equipo        | Tiempo     |
| -------- | ------------- | ---------- |
|          | Lotto Soudal  | 79h 44' 3" |
| 2.º      | Astana        | +1' 13"    |
| 3.º      | Tinkoff-Saxo  | +3' 38"    |
| 4.º      | BMC Racing    | +3' 44"    |
| 5.º      | Giant-Alpecin | +3' 58"    |

### Clasificación de la combatividad
| Posición | Ciclista           | Equipo                      | Tiempo |
| -------- | ------------------ | --------------------------- | ------ |
|          | Gijs Van Hoecke    | Topsport Vlaanderen-Baloise | 63     |
| 2.º      | Jesper Asselman    | Roompot Oranje Peloton      | 56     |
| 3.º      | Frederik Veuchelen | Wanty-Groupe Gobert         | 41     |
| 4.º      | Laurens De Vreese  | Astana                      | 29     |
| 5.º      | Manuel Quinziato   | BMC Racing                  | 13     |

## Evolución de las clasificaciones
| Etapa (Vencedor)                | Clasificación general Algemeen klassement | Clasificación por puntos Puntentrui klassement | Clasificación por equipos | Clasificación de la combatividad Strijdlust klassement |
| ------------------------------- | ----------------------------------------- | ---------------------------------------------- | ------------------------- | ------------------------------------------------------ |
| 1.ª etapa (Elia Viviani)        | Elia Viviani                              | Elia Viviani                                   | Roompot Oranje Peloton    | Nathan Haas                                            |
| 2.ª etapa (André Greipel)       | Jesper Asselman                           | André Greipel                                  | Roompot Oranje Peloton    | Jesper Asselman                                        |
| 3.ª etapa (Tom Boonen)          | Jesper Asselman                           | André Greipel                                  | Roompot Oranje Peloton    | Jesper Asselman                                        |
| 4.ª etapa (CRI) (Jos van Emden) | Jos van Emden                             | André Greipel                                  | LottoNL-Jumbo             | Jesper Asselman                                        |
| 5.ª etapa (Johan Le Bon)        | Wilco Kelderman                           | André Greipel                                  | LottoNL-Jumbo             | Jesper Asselman                                        |
| 6.ª etapa (Tim Wellens)         | Tim Wellens                               | André Greipel                                  | Lotto-Soudal              | Gijs Van Hoecke                                        |
| 7.ª etapa (Manuel Quinziato)    | Tim Wellens                               | André Greipel                                  | Lotto-Soudal              | Gijs Van Hoecke                                        |
| Final                           | Tim Wellens                               | André Greipel                                  | Lotto Soudal              | Gijs Van Hoecke                                        |